# わたしたちの社会
『わたしたちの社会』（わたしたちのしゃかい）は、1963年4月11日から1972年3月13日までNHK教育テレビジョンで放送されていた中学生向けの学校放送（教科：社会科）である。

## 放送時間
いずれも日本標準時、別の時間帯での再放送あり。
| 期間                          | 放送時間             |
| ----------------------------- | -------------------- |
| 1963年4月11日 - 1964年3月19日 | 木曜日 09:40 - 10:00 |
| 1964年4月6日 - 1969年3月17日  | 月曜日 09:20 - 09:40 |
| 1969年4月14日 - 1972年3月13日 | 月曜日 10:10 - 10:30 |

## 出演者
- 青木淳
- 末利光
- 湯浅実[1]
- 鈴木弘子[1]
- 吉田一正

## 放送リスト

### 1963年度
1. 1963年04月11日 人権宣言[2]
2. 1963年04月19日 独裁政治[2]
3. 1963年04月26日 日本国憲法[2]
4. 1963年05月10日 ある人権擁護委員 [2]
5. 1963年05月17日 わたしは20才 参政権の歴史[2][3]
6. 1963年05月24日 選挙 民主政治のとりで[2]
7. 1963年05月31日 内閣と国会[2]
8. 1963年06月07日 昭和38年度予算[2]
9. 1963年06月14日 ある裁判官[2]
10. 1963年06月21日 ある保護司[2]
11. 1963年06月28日 ある市会議員[2]
12. 1963年07月05日 ある公務員[2]
13. 1963年07月12日 リコール[2]
14. 1963年07月19日 住民の権利[2]
15. 1963年09月05日 産業革命[2]
16. 1963年09月13日 経済白書[2]
17. 1963年09月20日 オートメーション[2]
18. 1963年09月27日 大企業[2]
19. 1963年10月04日 中小企業[2]
20. 1963年10月11日 株式[2]
21. 1963年10月18日 問屋と小売商[2]
22. 1963年10月25日 手形[2]
23. 1963年11月01日 貿易[2]
24. 1963年11月08日 完全雇用[2]
25. 1963年11月15日 社会保障[2]
26. 1963年11月22日 人口問題[2]
27. 1963年11月29日 農村の問題[2]
28. 1963年12月06日 交通の問題[2]
29. 1963年12月13日 国土開発[2]
30. 1963年12月20日 職場の人間関係[2]
31. 1964年01月09日 国際社会[2]
32. 1964年01月17日 第二次世界大戦[2]
33. 1964年01月24日 国際連合[2]
34. 1964年01月31日 ユネスコ[2]
35. 1964年02月07日 民族問題[2]
36. 1964年02月14日 新聞[2]
37. 1964年02月21日 テレビ[2]
38. 1964年02月28日 文化遺産[2]
39. 1964年03月06日 新しい文化 文化の創造[2]
40. 1964年03月13日 原子の火[2]

### 1964年度
1. 1964年04月06日 わたしたちと政治[4]
2. 1964年04月13日 人権宣言[4]
3. 1964年04月20日 日本の政治の歩み[4]
4. 1964年04月27日 憲法の目ざすもの[4]
5. 1964年05月04日 言論の自由[4]
6. 1964年05月11日 わたしは20才[4]
7. 1964年05月18日 日本の政党[4]
8. 1964年05月25日 国会のはたらき[4]
9. 1964年06月01日 昭和39年度予算[4]
10. 1964年06月08日 税金のゆくえ[4]
11. 1964年06月15日 政府のしごと[4]
12. 1964年06月22日 ある裁判官[4]
13. 1964年06月29日 地方自治体のしごと[4]
14. 1964年07月06日 国の政治と地方自治[4]
15. 1964年07月13日 民主政治の課題[4]
16. 1964年09月01日 わたしたちと経済[4]
17. 1964年09月14日 資本主義のしくみ[4]
18. 1964年09月21日 経済白書[4]
19. 1964年09月28日 国民所得[4]
20. 1964年10月05日 消費革命[4]
21. 1964年10月12日 物価をきめるもの[4]
22. 1964年10月19日 企業[4]
23. 1964年10月26日 新しい農業経営[4]
24. 1964年11月02日 労働組合[4]
25. 1964年11月09日 福祉国家への道[4]
26. 1964年11月16日 日本の貿易[4]
27. 1964年11月30日 世界の経済[4]
28. 1964年12月07日 国土開発[4]
29. 1964年12月14日 日本経済の課題[4]
30. 1965年01月11日 新しい家庭[4]
31. 1965年01月18日 村の生活・都市の生活[4]
32. 1965年01月25日 ふくれあがる都市[4]
33. 1965年02月01日 職業と生活[4]
34. 1965年02月08日 マス・コミュニケーション[4]
35. 1965年02月15日 文化と生活[4]
36. 1965年02月22日 ナショナリズム[4]
37. 1965年03月01日 国際連合[4]
38. 1965年03月08日 世界と日本[4]
39. 1965年03月15日 平和への努力[4]

### 1965年度
1. 1965年04月12日 わたしたちと政治[5]
2. 1965年04月19日 人権宣言[5]
3. 1965年04月26日 世界の民主政治[5]
4. 1965年05月10日 明治憲法の時代[5]
5. 1965年05月17日 憲法の目ざすもの[5]
6. 1965年05月24日 言論の自由[5]
7. 1965年05月31日 裁判を受ける権利[5]
8. 1965年06月07日 国会のはたらき[5]
9. 1965年06月14日 政党の役割[5]
10. 1965年06月21日 内閣と行政官庁[5]
11. 1965年06月28日 予算と国民生活[5]
12. 1965年07月05日 地方自治のすがた[5]
13. 1965年07月12日 政治への参加[5]
14. 1965年09月01日 わたしたちと経済[5]
15. 1965年09月13日 資本主義のしくみ[5]
16. 1965年09月20日 現代の生産[5]
17. 1965年09月27日 消費生活の革命[5]
18. 1965年10月04日 銀行のはたらき[5]
19. 1965年10月11日 財政と経済[5]
20. 1965年10月18日 戦後経済の歩み[5]
21. 1965年10月25日 中小企業の近代化[5]
22. 1965年11月01日 変わりゆく農業[5]
23. 1965年11月08日 労働条件の変化[5]
24. 1965年11月15日 産業と公害[5]
25. 1965年11月22日 福祉国家への道[5]
26. 1965年11月29日 日本の貿易[5]
27. 1965年12月06日 開放体制[5]
28. 1965年12月13日 先進国と低開発国[5]
29. 1965年12月20日 日本経済の課題[5]
30. 1966年01月10日 世界と日本[5]
31. 1966年01月17日 国際連合[5]
32. 1966年01月24日 新しい独立国[5]
33. 1966年01月31日 平和への努力[5]
34. 1966年02月07日 農村生活の変化[5]
35. 1966年02月14日 都市生活の明暗[5]
36. 1966年02月21日 職場の生活[5]
37. 1966年02月28日 マスコミュニケーション[5]
38. 1966年03月07日 新しい家庭[5]
39. 1966年03月14日 社会への目[5]

### 1966年度
1. 1966年04月11日 わたしたちと政治[6]
2. 1966年04月18日 人間の尊重[6]
3. 1966年04月25日 明治憲法の時代[6]
4. 1966年05月02日 憲法の目ざすもの[6]
5. 1966年05月09日 言論の自由の歩み[6]
6. 1966年05月16日 生活の権利[6]
7. 1966年05月23日 政治への参加[6]
8. 1966年05月30日 法律ができるまで[6]
9. 1966年06月06日 生活と法律[6]
10. 1966年06月13日 行政とそのはたらき[6]
11. 1966年06月20日 くらしと予算[6]
12. 1966年06月27日 裁判をうける権利[6]
13. 1966年07月04日 模擬裁判[6]
14. 1966年07月11日 地方自治のすがた[6]
15. 1966年09月05日 くらしと経済[6]
16. 1966年09月12日 ある織物工場の歴史[6]
17. 1966年09月19日 現代の生産[6]
18. 1966年09月26日 物の値段[6]
19. 1966年10月03日 消費生活の変化[6]
20. 1966年10月11日 銀行の役割[6]
21. 1966年10月17日 大企業と中小企業[6]
22. 1966年10月24日 変わりゆく農業[6]
23. 1966年10月31日 労働条件の変化 産業の成長と労働条件[6]
24. 1966年11月07日 産業の成長と公害[6]
25. 1966年11月14日 福祉国家への道[6]
26. 1966年11月21日 道路と地域開発[6]
27. 1966年11月28日 国土開発のビジョン[6]
28. 1966年12月05日 輸出産業[6]
29. 1966年12月12日 先進国と低開発国[6]
30. 1966年12月19日 日本経済の課題[6]
31. 1967年01月09日 新しい独立国[6]
32. 1967年01月16日 国際連合[6]
33. 1967年01月23日 平和への努力[6]
34. 1967年01月30日 海を越える日本技術[6]
35. 1967年02月06日 村の生活[6]
36. 1967年02月13日 ふくれあがる都市[6]
37. 1967年02月20日 新しい家庭[6]
38. 1967年02月27日 マスコミュニケーションと社会生活[6]
39. 1967年03月06日 伝統を受け継ぐもの[6]
40. 1967年03月13日 社会への目[6]

### 1967年度
1. 1967年04月10日 災害のかげに[7]
2. 1967年04月17日 人権をまもろう[7]
3. 1967年04月24日 世界の民主政治[7]
4. 1967年05月01日 日本国憲法生まれる[7]
5. 1967年05月08日 言論の自由の歩み[7]
6. 1967年05月15日 働らく者の権利[7]
7. 1967年05月22日 一票の意味[7]
8. 1967年05月29日 法律ができるまで[7]
9. 1967年06月05日 生活に生きる法律[7]
10. 1967年06月12日 行政とわたしたち 産業開発と行政[7]
11. 1967年06月19日 住宅難と予算[7]
12. 1967年06月26日 裁判を受ける権利[7]
13. 1967年07月03日 模擬裁判[7]
14. 1967年07月10日 地方自治のすがた[7]
15. 1967年07月17日 新しい時代の政治[7]
16. 1967年09月04日 消費者は王様か[7]
17. 1967年09月11日 織物工業の歴史 資本主義の歩み[7]
18. 1967年09月18日 オートメーション時代[7]
19. 1967年09月25日 商品の流通[7]
20. 1967年10月02日 消費生活を考える[7]
21. 1967年10月09日 金融と産業[7]
22. 1967年10月16日 中小企業団地 中小企業の生きる道[7]
23. 1967年10月23日 変わりゆく農業[7]
24. 1967年10月30日 機械と人間[7]
25. 1967年11月06日 産業の成長と公害[7]
26. 1967年11月13日 老人の福祉[7]
27. 1967年11月20日 交通と地域開発 鉄道と道路[7]
28. 1967年11月27日 エネルギー資源[7]
29. 1967年12月04日 輸出産業[7]
30. 1967年12月11日 アジアの開発と日本経済[7]
31. 1967年12月18日 欧米諸国と日本経済[7]
32. 1968年01月08日 世界と日本[7]
33. 1968年01月22日 新しい独立国[7]
34. 1968年01月29日 国際連合[7]
35. 1968年02月05日 宇宙への道[7]
36. 1968年02月12日 農村に生きる[7]
37. 1968年02月19日 都市に生きる[7]
38. 1968年02月26日 代の職場[7]
39. 1968年03月04日 伝統を受け継ぐ[7]
40. 1968年03月11日 マス・コミュニケーション[7]
41. 1968年03月18日 社会をつくるわたしたち[7]

### 1968年度
1. 1968年04月08日 災害のかげに[8]
2. 1968年04月15日 戦争から平和へ[8]
3. 1968年04月22日 日本国憲法生まれる[8]
4. 1968年05月06日 人権をまもろう[8]
5. 1968年05月13日 議会政治[8]
6. 1968年05月20日 選挙と政党[8]
7. 1968年05月27日 くらしと法律 法律ができるまで[8]
8. 1968年06月03日 大きくなる政府[8]
9. 1968年06月10日 現代の行政 交通行政を考える[8]
10. 1968年06月17日 くらしの予算[8]
11. 1968年06月24日 模擬裁判[8]
12. 1968年07月01日 離島に生きる[8]
13. 1968年07月08日 都市の住民[8]
14. 1968年07月15日 新しい時代の政治[8]
15. 1968年09月02日 消費者は王様か[8]
16. 1968年09月09日 織物工業の歴史[8]
17. 1968年09月16日 オートメーション時代[8]
18. 1968年09月30日 商品の流通[8]
19. 1968年10月07日 お金はどこから 金融と産業[8]
20. 1968年10月14日 これからの中小企業 中小企業団地と近代化[8]
21. 1968年10月21日 機械と人間[8]
22. 1968年10月28日 変わりゆく農業[8]
23. 1968年11月04日 産業の成長と公害[8]
24. 1968年11月11日 世界の福祉国家[8]
25. 1968年11月18日 交通と開発[8]
26. 1968年11月25日 エネルギー資源[8]
27. 1968年12月02日 輸出産業[8]
28. 1968年12月09日 アジア開発と日本[8]
29. 1968年12月16日 世界の貿易競争[8]
30. 1968年12月23日 豊かな社会へ[8]
31. 1969年01月08日 国際連合[8]
32. 1969年01月20日 平和への努力[8]
33. 1969年01月27日 新しい独立国[8]
34. 1969年02月03日 海をこえる日本技術[8]
35. 1969年02月10日 農村に生きる[8]
36. 1969年02月17日 都市に生きる[8]
37. 1969年02月24日 二つの世代[8]
38. 1969年03月03日 伝統とは何か[8]
39. 1969年03月10日 マス・コミュニケーション[8]
40. 1969年03月17日 社会をつくるわたしたち[8]

### 1969年度
1. 1969年04月08日 災害のかげに[9]
2. 1969年04月21日 人権をまもろう[9]
3. 1969年04月28日 日本国憲法[9]
4. 1969年05月06日 世界の民主政治[9]
5. 1969年05月19日 一票の重さ[9]
6. 1969年05月26日 法律ができるまで[9]
7. 1969年06月02日 交通と行政[9]
8. 1969年06月09日 消費者行政[9]
9. 1969年06月16日 税金のしくみ[9]
10. 1969年06月23日 模擬裁判[9]
11. 1969年06月30日 離島に生きる[9]
12. 1969年07月07日 都市の政治[9]
13. 1969年07月14日 海外の生活から[9]
14. 1969年09月01日 消費者は王様か[9]
15. 1969年09月08日 織物工業の歴史[9]
16. 1969年09月22日 戦後経済の歩み[9]
17. 1969年09月29日 日本経済の成長[9]
18. 1969年10月06日 オートメーション時代[9]
19. 1969年10月13日 商品の流通 流通機構の近代化[9]
20. 1969年10月20日 機械と人間[9]
21. 1969年10月27日 中小企業団地 中小企業の生きる道[9]
22. 1969年11月10日 変わりゆく農業 農村人口の減少と農村の近代化[9]
23. 1969年11月17日 産業の成長と公害 公害問題と工業立国[9]
24. 1969年11月24日 国際収支と貿易 貿易や資本の自由化[9]
25. 1969年12月01日 アジア開発と日本 アジアの国々への援助と貿易[9]
26. 1969年12月08日 アメリカの経済 世界的な米国経済と日本[9]
27. 1969年12月15日 社会主義国の経済[9]
28. 1970年01月12日 世界と日本[9]
29. 1970年01月19日 新しい独立国[9]
30. 1970年01月26日 核時代と平和 核時代を迎えた世界情勢[9]
31. 1970年02月02日 小さくなる家族[9]
32. 1970年02月09日 ふくれあがる都市 過密の問題と都市住民[9]
33. 1970年02月16日 村の歴史 村落共同体社会の変化[9]
34. 1970年02月23日 職場のくらし 職場の組織と人間関係[9]
35. 1970年03月09日 マス・コミュニケーション[9]
36. 1970年03月16日 未知への探険 未開文化と文明社会[9]

### 1970年度
1. 1970年04月08日 自分を見つめる 個人の尊重と政・経・社学習の導入[10]
2. 1970年04月20日 自分と他人[10]
3. 1970年04月27日 ルールをつくる 社会秩序と法意識[10]
4. 1970年05月04日 日本国憲法生まれる 憲法の精神と憲法の生まれたころ[10]
5. 1970年05月11日 民主政治のあゆみ[10]
6. 1970年05月18日 選挙と政党 選挙と議会制民主主義[10]
7. 1970年05月25日 法律ができるまで 立法と国民の意思[10]
8. 1970年06月01日 道路の計画[10]
9. 1970年06月08日 米価のゆくえ[10]
10. 1970年06月15日 裁判のしくみ[10]
11. 1970年06月22日 山村に生きる[10]
12. 1970年06月29日 都市の開発[10]
13. 1970年07月06日 政治とは何か 政治と世論の結びつき[10]
14. 1970年07月13日 世界の民主政治 1 北欧の福祉国家の実情[10]
15. 1970年07月20日 世界の民主政治 2 イギリスの議会政治[10]
16. 1970年09月01日 生産と消費 経済生活のしくみ[10]
17. 1970年09月14日 織物工業の歴史[10]
18. 1970年09月21日 戦後経済の歩み 高度成長の問題点[10]
19. 1970年09月28日 金融のしくみ[10]
20. 1970年10月05日 流通の近代化[10]
21. 1970年10月12日 変わりゆく農業[10]
22. 1970年10月19日 中小企業の近代化[10]
23. 1970年10月26日 産業の成長と公害[10]
24. 1970年11月02日 日本の資源[10]
25. 1970年11月09日 財政のはたらき[10]
26. 1970年11月16日 福祉国家[10]
27. 1970年11月30日 円，ドル，ポンド[10]
28. 1970年12月07日 アメリカの経済[10]
29. 1970年12月14日 社会主義国の経済[10]
30. 1970年12月21日 世界経済と日本[10]
31. 1971年01月11日 国際社会と日本[10]
32. 1971年01月18日 国連の活動[10][11][12]
33. 1971年01月25日 国連と安全保障[10]
34. 1971年02月01日 小さくなる家族[10]
35. 1971年02月08日 職場の変化[10]
36. 1971年02月15日 余暇の意味[10]
37. 1971年02月22日 日本の社会生活[10]
38. 1971年03月01日 マスコミュニケーション[10]
39. 1971年03月08日 文化財を見直そう[10]
40. 1971年03月15日 日本人とは[10]

### 1971年度
1. 1971年04月12日 生活をまもる[13]
2. 1971年04月19日 ある訪問教師[13]
3. 1971年04月26日 主権を国民の手に[13]
4. 1971年05月10日 法律ができるまで[13]
5. 1971年05月17日 ある選挙[13]
6. 1971年05月24日 言論の自由[13]
7. 1971年05月31日 裁判のしくみ[13]
8. 1971年06月07日 外国の地方自治[13]
9. 1971年06月14日 社会福祉にとりくむ[13]
10. 1971年06月21日 消費者をまもる[13]
11. 1971年06月28日 公害追放[13]
12. 1971年07月05日 西ヨーロッパの議会政治[13]
13. 1971年07月12日 社会主義国の政治[13]
14. 1971年09月01日 わたしたちと経済 生産と消費[13]
15. 1971年09月13日 鉄鉱業の歴史 資本主義の歩み[13]
16. 1971年09月20日 オートメーション時代 現代の生産[13]
17. 1971年09月27日 流通の近代化[13]
18. 1971年10月04日 金融のはたらき[13]
19. 1971年10月11日 都市の住宅事情 地価の値上り[13]
20. 1971年10月18日 悪化する交通事情 社会資本の不足[13]
21. 1971年10月25日 生まれ変わる中小企業[13]
22. 1971年11月01日 変わりゆく農業[13]
23. 1971年11月08日 産業の成長と公害[13]
24. 1971年11月15日 深刻化する人手不足[13]
25. 1971年11月22日 国際競争の中での日本[13]
26. 1971年11月29日 アジアの開発と日本[13]
27. 1971年12月06日 社会主義国の経済[13]
28. 1971年12月13日 これからの日本経済[13]
29. 1972年01月10日 世界平和と日本[13]
30. 1972年01月17日 国際連合のはたらき 1[13]
31. 1972年01月24日 国際連合のはたらき 2[13]
32. 1972年01月31日 これからの家庭生活[13]
33. 1972年02月07日 村のくらし[13]
34. 1972年02月14日 都市の人びと[13]
35. 1972年02月21日 現代社会とマスコミュニケーション[13]
36. 1972年02月28日 職場のくらし[13]
37. 1972年03月13日 未来をつくる[13]